# Mathilde Dupré-Lesprit
Mathilde Dupré-Lesprit (geboortenaam Mathilde Lesprit) (Antwerpen, 8 juli 1836 – Sint-Gillis (Brussel), 1 augustus 1913) was een Belgisch kunstschilderes en grafica.

## Levensloop
Mathilde Lesprit stamde uit de gegoede burgerij en schilderde en tekende al op jonge leeftijd als dilettante. Het waren landschappen en stillevens die ze signeerde met haar geboortenaam.
Ze werkte quasi nooit in olieverf maar had een voorkeur voor technieken als pastel, houtskool en aquarel.
Ze huwde met Pierre Dupré, een kaderlid van de Nationale Bank en ging in Brussel wonen.
In 1880 was ze leerlinge in het elitaire privé-atelier van Alfred Stevens.
In 1884 werd ze lid van de Brusselse kunstenaarsvereniging “Les Hydrophiles” en ze werd ook lid van de "Cercle des Femmes Peintres".
Na de dood van haar echtgenoot werd ze eigenares van een pensionaat dat ze samen met haar zuster uitbaatte.